# 2392 Jonathan Murray
2392 Jonathan Murray (1979 MN1) là một tiểu hành tinh vành đai chính được phát hiện ngày 25 tháng 6 năm 1979 bởi E. F. Helin và S. J. Bus ở Đài thiên văn Siding Spring.